# Gira Luis Miguel / Gira grandes éxitos
Gira Luis Miguel / Gira grandes éxitos fue una serie de conciertos realizados por el intérprete mexicano Luis Miguel para promocionar su disco del mismo nombre. Para Tal fin comenzó realizando una conferencia de prensa desde el "Augustus Ballroom" del Hotel Caesars Palace de Las Vegas el 13 de septiembre de 2010.

## Historia
Esta gira comenzó en Las Vegas con cuatro conciertos como parte de la celebración del grito de independencia de México. Luego de una corta pausa llega a Sudamérica donde visita Perú, Chile, Argentina, Paraguay y Bolivia (estos últimos dos países no los visitaba desde hace 16 y 20 años respectivamente).
En enero de 2011 regresa a Estados Unidos para realizar seis conciertos, en las siguientes ciudades: San Diego, Palm Springs, Los Ángeles y San José.
A partir de febrero comienza su temporada de conciertos por México; realiza veinte conciertos en el Auditorio Nacional y luego visita ciudades como: Guadalajara, Monterrey, Puebla, León, San Luis Potosí, Torreón, Querétaro, Veracruz y Tuxtla Gutiérrez. Después llega a Centroamérica: Guatemala, Honduras y El Salvador. Regresa a México para completar un total de 41 conciertos en ese país.
Inicia mayo en República Dominicana y Puerto Rico. También en mayo se abre otra etapa de conciertos en Estados Unidos y Canadá. Esta parte de la gira lo lleva a ciudades tales como: Miami, Orlando, Toronto, Chicago, Newark, Grand Prairie, Tucson, El Paso, Albuquerque, Laredo, Hidalgo, San Antonio, Houton, Los Ángeles, Fresno, Phoenix, para luego cerrar en Chula Vista, San Bernardino y Las Vegas.
En febrero de 2012 se inicia la celebración de los 30 años de carrera con un concierto en Punta del Este, para luego participar en el "Festival internacional de la canción de Viña del Mar" en Chile. Posteriormente Luis Miguel inaugura la Arena Ciudad de México, también visita Tampico y Monterrey.
En marzo regresa a Centroamérica; concretamente Costa Rica y Panamá. Llega nuevamente a Sudamérica donde visita países como Venezuela, Ecuador y Brasil (este último no lo visitaba desde hace 13 años).
En abril llega a España para realizar nueve conciertos; en ciudades como Madrid, Barcelona, Sevilla, Málaga, Alicante, Palma de Mallorca, Cáceres y Santiago de Compostela.
Después de varios meses de pausa, la gira regresa a Fresno para luego participar en el "Festival People en Español" de San Antonio; visita diversas ciudades de Estados Unidos y México como: Ciudad Juárez, Tijuana, Mexicali, Irvine, Highland y Las Vegas.
Vuela a Sudamérica para realizar conciertos en Argentina (Corrientes, Buenos Aires, Córdoba y Rosario) y Chile (Antofagasta, Santiago, Mostazal y Concepción).
A comienzos del año 2013 parte hacia México para efectuar 34 presentaciones por todo el país. Las ciudades visitadas fueron: Ciudad de México, Pachuca, Aguascalientes, Guadalajara, León, Tampico, Monterrey, Tepíc, Chihuahua, Hermosillo, Culiacán, Acapulco y Puebla.
En agosto de 2013 participa en el "Festival de Jazz del Mar del Norte" en Curazao. Para septiembre hace 11 actuaciones en Estados Unidos en las siguientes ciudades: El Paso, Las Vegas, Temecula, Tucson, Palm Springs, Reno, Bakersfield, Grand Prairie y Austin.
En noviembre continua su gira en República Dominicana, Perú, Venezuela y regresa a cuatro ciudades de Colombia (Bogotá, Tunja, Medellín y Barranquilla) luego de 9 años (su última visita a ese país fue durante la "Gira 33" en el año 2004).

## Lista de Canciones
| \| N.º \| Título \| Álbum original \| Duración \| \| \| 1. \| «Introducción» \| \| \| \| \| 2. \| «Te Propongo Esta Noche» \| Amarte Es Un Placer \| \| \| \| 3. \| «Suave» \| Aries \| \| \| \| 4. \| «Dame Tu Amor» \| Aries \| \| \| \| 5. \| «Con Tus Besos» \| 33 \| \| \| \| 6. \| «Discurso/Tres Palabras» \| Luis Miguel \| \| \| \| 7. \| «La Barca» \| Romance \| \| \| \| 8. \| «Come Fly With Me» \| Duets II \| \| \| \| 9. \| «Popurrí J.C.Calderón» (Entrégate / La Incondicional) \| 20 Años, Busca Una Mujer \| \| \| \| 10. \| «Popurrí boleros» (Inolvidable / Bésame Mucho / La Última Noche / Amor, Amor, Amor) \| Romance, Romances, Mis Romances \| \| \| \| 11. \| «Tú Solo Tú» \| Amarte Es Un Placer \| \| \| \| 12. \| «Te Necesito» \| 33 \| \| \| \| 13. \| «Introducción (mariachi) Ay Jalisco No Te Rajes» \| \| \| \| \| 14. \| «Popurrí mariachi» (Cielito Lindo / Que Bonita Es Mi Tierra / Viva México, Viva América) \| \| \| \| \| 15. \| «México En La Piel» \| México En La Piel \| \| \| \| 16. \| «Entrega Total» \| México En La Piel \| \| \| \| 17. \| «El Rey» \| El Concierto \| \| \| \| 18. \| «Popurrí mariachi» (Si nos dejan / Échame A Mí La Culpa / Sabes Una Cosa) \| El Concierto, México En La Piel \| \| \| \| 19. \| «Popurrí mariachi» (Que Seas Feliz / Y / De Que Manera Te Olvido / La Bikina / El Viajero) \| Vivo, México En La Piel \| \| \| \| 20. \| «Popurrí adolescentes» (Decídete / Muchachos de Hoy / Ahora Te Puedes Marchar / La Chica Del Bikini Azul / Isabel / Cuando Calienta El Sol) \| Decídete, Fiebre De Amor, Soy Como Quiero Ser, Palabra de Honor \| \| \| \| 21. \| «Popurrí de cierre» (Vuelve / Eres / Como Es Posible Que A Mi Lado / Será Que No Me Amas / Te Propongo Esta Noche) \| 33, Nada Es Igual, 20 Años, Amarte Es Un Placer \| \| \| \| 22. \| «Labios De Miel» \| Luis Miguel \| \| \| | |                                                                 |          |  |
| N.º | Título | Álbum original                                                  | Duración |  |
| 1. | «Introducción» |                                                                 |          |  |
| 2. | «Te Propongo Esta Noche» | Amarte Es Un Placer                                             |          |  |
| 3. | «Suave» | Aries                                                           |          |  |
| 4. | «Dame Tu Amor» | Aries                                                           |          |  |
| 5. | «Con Tus Besos» | 33                                                              |          |  |
| 6. | «Discurso/Tres Palabras» | Luis Miguel                                                     |          |  |
| 7. | «La Barca» | Romance                                                         |          |  |
| 8. | «Come Fly With Me» | Duets II                                                        |          |  |
| 9. | «Popurrí J.C.Calderón» (Entrégate / La Incondicional)                                                                                       | 20 Años, Busca Una Mujer                                        |          |  |
| 10. | «Popurrí boleros» (Inolvidable / Bésame Mucho / La Última Noche / Amor, Amor, Amor)                                                         | Romance, Romances, Mis Romances                                 |          |  |
| 11. | «Tú Solo Tú» | Amarte Es Un Placer                                             |          |  |
| 12. | «Te Necesito» | 33                                                              |          |  |
| 13. | «Introducción (mariachi) Ay Jalisco No Te Rajes»                                                                                            |                                                                 |          |  |
| 14. | «Popurrí mariachi» (Cielito Lindo / Que Bonita Es Mi Tierra / Viva México, Viva América)                                                    |                                                                 |          |  |
| 15. | «México En La Piel» | México En La Piel                                               |          |  |
| 16. | «Entrega Total» | México En La Piel                                               |          |  |
| 17. | «El Rey» | El Concierto                                                    |          |  |
| 18. | «Popurrí mariachi» (Si nos dejan / Échame A Mí La Culpa / Sabes Una Cosa)                                                                   | El Concierto, México En La Piel                                 |          |  |
| 19. | «Popurrí mariachi» (Que Seas Feliz / Y / De Que Manera Te Olvido / La Bikina / El Viajero)                                                  | Vivo, México En La Piel                                         |          |  |
| 20. | «Popurrí adolescentes» (Decídete / Muchachos de Hoy / Ahora Te Puedes Marchar / La Chica Del Bikini Azul / Isabel / Cuando Calienta El Sol) | Decídete, Fiebre De Amor, Soy Como Quiero Ser, Palabra de Honor |          |  |
| 21. | «Popurrí de cierre» (Vuelve / Eres / Como Es Posible Que A Mi Lado / Será Que No Me Amas / Te Propongo Esta Noche)                          | 33, Nada Es Igual, 20 Años, Amarte Es Un Placer                 |          |  |
| 22. | «Labios De Miel» | Luis Miguel                                                     |          |  |

| \| N.º \| Título \| Álbum original \| Duración \| \| \| 1. \| «Introducción» \| \| \| \| \| 2. \| «Te Propongo Esta Noche» \| Amarte Es Un Placer \| \| \| \| 3. \| «Suave» \| Aries \| \| \| \| 4. \| «Con Tus Besos» \| 33 \| \| \| \| 5. \| «Discurso/Tres Palabras» \| Luis Miguel \| \| \| \| 6. \| «La Barca» \| Romance \| \| \| \| 7. \| «Volver» \| Mis Romances \| \| \| \| 8. \| «Come Fly With Me» \| Duets II \| \| \| \| 9. \| «O Tú O Ninguna» \| Amarte Es Un Placer \| \| \| \| 10. \| «Popurrí baladas antiguas» (No Me Puedes Dejar Así / Palabra de Honor / Entrégate / La Incondicional) \| Decídete, Palabra de Honor, 20 Años, Busca Una Mujer \| \| \| \| 11. \| «Popurrí pop» (Un Hombre Busca Una Mujer / Cuestión de Piel / Oro de Ley) \| Busca Una Mujer, 20 Años \| \| \| \| 12. \| «Tú Solo Tú» \| Amarte Es Un Placer \| \| \| \| 13. \| «Te Necesito» \| 33 \| \| \| \| 14. \| «Interludio de piano/No Existen Límites» \| Luis Miguel \| \| \| \| 15. \| «Ella Es Así» \| Luis Miguel \| \| \| \| 16. \| «Lo Que Queda De Mí (solo en 2010)» \| Luis Miguel \| \| \| \| 17. \| «Interludio de trompeta/Mujer de Fuego» \| Luis Miguel \| \| \| \| 18. \| «Que Nivel De Mujer» \| Aries \| \| \| \| 19. \| «Popurrí adolescentes» (Decídete / Muchachos de Hoy / Ahora Te Puedes Marchar / La Chica Del Bikini Azul / Isabel / Cuando Calienta El Sol) \| Decídete, Fiebre de Amor, Soy Como Quiero Ser, Palabra de Honor \| \| \| \| 20. \| «Popurrí de cierre» (Vuelve / Eres / Como Es Posible Que A Mi Lado / Será Que No Me Amas / Te Propongo Esta Noche) \| 33, Nada Es Igual, 20 Años, Amarte Es Un Placer \| \| \| \| 21. \| «Labios De Miel» \| Luis Miguel \| \| \| | |                                                                 |          |  |
| N.º | Título | Álbum original                                                  | Duración |  |
| 1. | «Introducción» |                                                                 |          |  |
| 2. | «Te Propongo Esta Noche» | Amarte Es Un Placer                                             |          |  |
| 3. | «Suave» | Aries                                                           |          |  |
| 4. | «Con Tus Besos» | 33                                                              |          |  |
| 5. | «Discurso/Tres Palabras» | Luis Miguel                                                     |          |  |
| 6. | «La Barca» | Romance                                                         |          |  |
| 7. | «Volver» | Mis Romances                                                    |          |  |
| 8. | «Come Fly With Me» | Duets II                                                        |          |  |
| 9. | «O Tú O Ninguna» | Amarte Es Un Placer                                             |          |  |
| 10. | «Popurrí baladas antiguas» (No Me Puedes Dejar Así / Palabra de Honor / Entrégate / La Incondicional)                                       | Decídete, Palabra de Honor, 20 Años, Busca Una Mujer            |          |  |
| 11. | «Popurrí pop» (Un Hombre Busca Una Mujer / Cuestión de Piel / Oro de Ley)                                                                   | Busca Una Mujer, 20 Años                                        |          |  |
| 12. | «Tú Solo Tú» | Amarte Es Un Placer                                             |          |  |
| 13. | «Te Necesito» | 33                                                              |          |  |
| 14. | «Interludio de piano/No Existen Límites» | Luis Miguel                                                     |          |  |
| 15. | «Ella Es Así» | Luis Miguel                                                     |          |  |
| 16. | «Lo Que Queda De Mí (solo en 2010)» | Luis Miguel                                                     |          |  |
| 17. | «Interludio de trompeta/Mujer de Fuego» | Luis Miguel                                                     |          |  |
| 18. | «Que Nivel De Mujer» | Aries                                                           |          |  |
| 19. | «Popurrí adolescentes» (Decídete / Muchachos de Hoy / Ahora Te Puedes Marchar / La Chica Del Bikini Azul / Isabel / Cuando Calienta El Sol) | Decídete, Fiebre de Amor, Soy Como Quiero Ser, Palabra de Honor |          |  |
| 20. | «Popurrí de cierre» (Vuelve / Eres / Como Es Posible Que A Mi Lado / Será Que No Me Amas / Te Propongo Esta Noche)                          | 33, Nada Es Igual, 20 Años, Amarte Es Un Placer                 |          |  |
| 21. | «Labios De Miel» | Luis Miguel                                                     |          |  |

| \| N.º \| Título \| Álbum original \| Duración \| \| \| 1. \| «Introducción» \| \| \| \| \| 2. \| «Te Propongo Esta Noche» \| Amarte Es Un Placer \| \| \| \| 3. \| «Suave» \| Aries \| \| \| \| 4. \| «Con Tus Besos» \| 33 \| \| \| \| 5. \| «Discurso/Tres Palabras» \| Luis Miguel \| \| \| \| 6. \| «La Barca» \| Romance \| \| \| \| 7. \| «Popurrí boleros» (Todo Y Nada / Sabor A Mí / Sin Ti) \| Segundo Romance, Romances \| \| \| \| 8. \| «Cuando Vuelva A Tu Lado» \| Romance \| \| \| \| 9. \| «Come Fly With Me» \| Duets II \| \| \| \| 10. \| «O Tú O Ninguna» \| Amarte Es Un Placer \| \| \| \| 11. \| «Popurrí baladas antiguas» (No Me Puedes Dejar Así / Palabra de Honor / Entrégate / La Incondicional) \| Decídete, Palabra de Honor, 20 Años, Busca Una Mujer \| \| \| \| 12. \| «Popurrí pop» (Un Hombre Busca Una Mujer / Cuestión de Piel / Oro de Ley) \| Busca Una Mujer, 20 Años \| \| \| \| 13. \| «Tú Solo Tú» \| Amarte Es Un Placer \| \| \| \| 14. \| «Te Necesito» \| 33 \| \| \| \| 15. \| «Interludio de piano/No Existen Límites» \| Luis Miguel \| \| \| \| 16. \| «Interludio de trompeta/Mujer de Fuego» \| Luis Miguel \| \| \| \| 17. \| «Que Nivel De Mujer» \| Aries \| \| \| \| 18. \| «Popurrí adolescentes» (Decídete / Muchachos de Hoy / Ahora Te Puedes Marchar / La Chica Del Bikini Azul / Isabel / Cuando Calienta El Sol) \| Decídete, Fiebre De Amor, Soy Como Quiero Ser, Palabra de Honor \| \| \| \| 19. \| «Labios De Miel» \| Luis Miguel \| \| \| | |                                                                 |          |  |
| N.º | Título | Álbum original                                                  | Duración |  |
| 1. | «Introducción» |                                                                 |          |  |
| 2. | «Te Propongo Esta Noche» | Amarte Es Un Placer                                             |          |  |
| 3. | «Suave» | Aries                                                           |          |  |
| 4. | «Con Tus Besos» | 33                                                              |          |  |
| 5. | «Discurso/Tres Palabras» | Luis Miguel                                                     |          |  |
| 6. | «La Barca» | Romance                                                         |          |  |
| 7. | «Popurrí boleros» (Todo Y Nada / Sabor A Mí / Sin Ti)                                                                                       | Segundo Romance, Romances                                       |          |  |
| 8. | «Cuando Vuelva A Tu Lado» | Romance                                                         |          |  |
| 9. | «Come Fly With Me» | Duets II                                                        |          |  |
| 10. | «O Tú O Ninguna» | Amarte Es Un Placer                                             |          |  |
| 11. | «Popurrí baladas antiguas» (No Me Puedes Dejar Así / Palabra de Honor / Entrégate / La Incondicional)                                       | Decídete, Palabra de Honor, 20 Años, Busca Una Mujer            |          |  |
| 12. | «Popurrí pop» (Un Hombre Busca Una Mujer / Cuestión de Piel / Oro de Ley)                                                                   | Busca Una Mujer, 20 Años                                        |          |  |
| 13. | «Tú Solo Tú» | Amarte Es Un Placer                                             |          |  |
| 14. | «Te Necesito» | 33                                                              |          |  |
| 15. | «Interludio de piano/No Existen Límites» | Luis Miguel                                                     |          |  |
| 16. | «Interludio de trompeta/Mujer de Fuego» | Luis Miguel                                                     |          |  |
| 17. | «Que Nivel De Mujer» | Aries                                                           |          |  |
| 18. | «Popurrí adolescentes» (Decídete / Muchachos de Hoy / Ahora Te Puedes Marchar / La Chica Del Bikini Azul / Isabel / Cuando Calienta El Sol) | Decídete, Fiebre De Amor, Soy Como Quiero Ser, Palabra de Honor |          |  |
| 19. | «Labios De Miel» | Luis Miguel                                                     |          |  |

| \| N.º \| Título \| Álbum original \| Duración \| \| |        |                |          |  |
| N.º                                                  | Título | Álbum original | Duración |  |

| \| N.º \| Título \| Álbum original \| Duración \| \| \| 1. \| «Introducción» \| \| \| \| \| 2. \| «Te Propongo Esta Noche» \| Amarte Es Un Placer \| \| \| \| 3. \| «Suave» \| Aries \| \| \| \| 4. \| «Con Tus Besos» \| 33 \| \| \| \| 5. \| «Discurso/Tres Palabras» \| Luis Miguel \| \| \| \| 6. \| «La Barca» \| Romance \| \| \| \| 7. \| «Somos Novios» \| Segundo Romance \| \| \| \| 8. \| «Popurrí boleros (Algunas veces)» (No Me Platiques Más / No Sé Tú / El Día Que Me Quieras) \| Romance, Segundo Romance \| \| \| \| 9. \| «Popurrí boleros» (Por Debajo De La Mesa / La Gloria Eres Tú / Bésame Mucho) \| Romances \| \| \| \| 10. \| «Popurrí boleros» (Inolvidable / La Última Noche / Amor, Amor, Amor) \| Romance, Romances, Mis Romances \| \| \| \| 11. \| «Come Fly With Me» \| Duets II \| \| \| \| 12. \| «O Tu O Ninguna (Algunas veces)» \| Amarte Es Un Placer \| \| \| \| 13. \| «Popurrí baladas antiguas» (No Me Puedes Dejar Así / Palabra de Honor / Entrégate / La Incondicional) \| Decídete, Palabra de Honor, 20 Años, Busca Una Mujer \| \| \| \| 14. \| «Esa Niña» \| Busca Una Mujer \| \| \| \| 15. \| «Popurrí pop» (Un Hombre Busca Una Mujer / Cuestión de Piel / Oro de Ley) \| Busca Una Mujer, 20 Años \| \| \| \| 16. \| «Tú Solo Tú» \| Amarte Es Un Placer \| \| \| \| 17. \| «Te Necesito» \| 33 \| \| \| \| 18. \| «Interludio piano/No Existen Límites» \| Luis Miguel \| \| \| \| 19. \| «Que Nivel De Mujer» \| Aries \| \| \| \| 20. \| «Fiebre de Amor» \| Fiebre de amor \| \| \| \| 21. \| «Popurrí adolescentes» (Decídete / Muchachos de Hoy / Ahora Te Puedes Marchar / La Chica Del Bikini Azul / Isabel / Cuando Calienta El Sol) \| Decídete, Fiebre de Amor, Soy Como Quiero Ser, Palabra de Honor \| \| \| \| 22. \| «Popurrí mariachi (solo en Ciudad de México y Monterrey)» (Cielito Lindo / Que Bonita Es Mi Tierra / Viva México, Viva América) \| \| \| \| \| 23. \| «Popurrí mariachi (solo en Ciudad de México y Monterrey)» (Si nos dejan / Échame A Mí La Culpa / Sabes Una Cosa) \| El Concierto, México En La Piel \| \| \| \| 24. \| «Popurrí mariachi (solo en Ciudad de México y Monterrey)» (Que Seas Feliz / Y / De Que Manera Te Olvido / La Bikina / El Viajero) \| México En La Piel, Vivo \| \| \| \| 25. \| «Popurrí de cierre (solo en Ciudad de México y Monterrey)» (Vuelve / Eres / Como Es Posible Que A Mi Lado / Será Que No Me Amas / Te Propongo Esta Noche) \| 33, Nada Es Igual, 20 Años, Amarte Es Un Placer \| \| \| \| 26. \| «Labios De Miel» \| Luis Miguel \| \| \| | |                                                                 |          |  |
| N.º | Título | Álbum original                                                  | Duración |  |
| 1. | «Introducción» |                                                                 |          |  |
| 2. | «Te Propongo Esta Noche» | Amarte Es Un Placer                                             |          |  |
| 3. | «Suave» | Aries                                                           |          |  |
| 4. | «Con Tus Besos» | 33                                                              |          |  |
| 5. | «Discurso/Tres Palabras» | Luis Miguel                                                     |          |  |
| 6. | «La Barca» | Romance                                                         |          |  |
| 7. | «Somos Novios» | Segundo Romance                                                 |          |  |
| 8. | «Popurrí boleros (Algunas veces)» (No Me Platiques Más / No Sé Tú / El Día Que Me Quieras)                                                                | Romance, Segundo Romance                                        |          |  |
| 9. | «Popurrí boleros» (Por Debajo De La Mesa / La Gloria Eres Tú / Bésame Mucho)                                                                              | Romances                                                        |          |  |
| 10. | «Popurrí boleros» (Inolvidable / La Última Noche / Amor, Amor, Amor)                                                                                      | Romance, Romances, Mis Romances                                 |          |  |
| 11. | «Come Fly With Me» | Duets II                                                        |          |  |
| 12. | «O Tu O Ninguna (Algunas veces)» | Amarte Es Un Placer                                             |          |  |
| 13. | «Popurrí baladas antiguas» (No Me Puedes Dejar Así / Palabra de Honor / Entrégate / La Incondicional)                                                     | Decídete, Palabra de Honor, 20 Años, Busca Una Mujer            |          |  |
| 14. | «Esa Niña» | Busca Una Mujer                                                 |          |  |
| 15. | «Popurrí pop» (Un Hombre Busca Una Mujer / Cuestión de Piel / Oro de Ley)                                                                                 | Busca Una Mujer, 20 Años                                        |          |  |
| 16. | «Tú Solo Tú» | Amarte Es Un Placer                                             |          |  |
| 17. | «Te Necesito» | 33                                                              |          |  |
| 18. | «Interludio piano/No Existen Límites» | Luis Miguel                                                     |          |  |
| 19. | «Que Nivel De Mujer» | Aries                                                           |          |  |
| 20. | «Fiebre de Amor» | Fiebre de amor                                                  |          |  |
| 21. | «Popurrí adolescentes» (Decídete / Muchachos de Hoy / Ahora Te Puedes Marchar / La Chica Del Bikini Azul / Isabel / Cuando Calienta El Sol)               | Decídete, Fiebre de Amor, Soy Como Quiero Ser, Palabra de Honor |          |  |
| 22. | «Popurrí mariachi (solo en Ciudad de México y Monterrey)» (Cielito Lindo / Que Bonita Es Mi Tierra / Viva México, Viva América)                           |                                                                 |          |  |
| 23. | «Popurrí mariachi (solo en Ciudad de México y Monterrey)» (Si nos dejan / Échame A Mí La Culpa / Sabes Una Cosa)                                          | El Concierto, México En La Piel                                 |          |  |
| 24. | «Popurrí mariachi (solo en Ciudad de México y Monterrey)» (Que Seas Feliz / Y / De Que Manera Te Olvido / La Bikina / El Viajero)                         | México En La Piel, Vivo                                         |          |  |
| 25. | «Popurrí de cierre (solo en Ciudad de México y Monterrey)» (Vuelve / Eres / Como Es Posible Que A Mi Lado / Será Que No Me Amas / Te Propongo Esta Noche) | 33, Nada Es Igual, 20 Años, Amarte Es Un Placer                 |          |  |
| 26. | «Labios De Miel» | Luis Miguel                                                     |          |  |

| \| N.º \| Título \| Álbum original \| Duración \| \| \| 1. \| «Introducción» \| \| \| \| \| 2. \| «Mujer de Fuego» \| Luis Miguel \| \| \| \| 3. \| «Suave» \| Aries \| \| \| \| 4. \| «Si Te Vas» \| Nada Es Igual \| \| \| \| 5. \| «Me Niego A Estar Solo» \| Aries \| \| \| \| 6. \| «Discurso/Contigo En La Distancia» \| Romance \| \| \| \| 7. \| «La Mentira» \| Romance \| \| \| \| 8. \| «No Sé Tú» \| Romance \| \| \| \| 9. \| «Popurrí boleros» (Por Debajo De La Mesa / La Gloria Eres Tú / Bésame Mucho) \| Romances \| \| \| \| 10. \| «Sol Arena Y Mar» \| Amarte Es Un Placer \| \| \| \| 11. \| «Popurrí pop» (Un Hombre Busca Una Mujer / Cuestión de Piel / Oro de Ley) \| Busca Una Mujer, 20 Años \| \| \| \| 12. \| «Esa Niña» \| Busca Una Mujer \| \| \| \| 13. \| «Popurrí balas antiguas» (No Me Puedes Dejar Así / Palabra de Honor / Entrégate / La Incondicional) \| Decídete, Palabra de Honor, 20 Años, Busca Una Mujer \| \| \| \| 14. \| «Tu Y Yo» \| Aries \| \| \| \| 15. \| «Introducción/Come Fly With Me» \| Duets II \| \| \| \| 16. \| «Ayer» \| Aries \| \| \| \| 17. \| «Dame Tu Amor» \| Aries \| \| \| \| 18. \| «Te Necesito» \| 33 \| \| \| \| 19. \| «Son De La Negra» \| \| \| \| \| 20. \| «El Rey» \| El Concierto \| \| \| \| 21. \| «Popurrí mariachi» (Que Seas Feliz / Y / De Que Manera Te Olvido / La Bikina / El Viajero) \| México En La Piel, Vivo \| \| \| \| 22. \| «Popurrí marichi» (Si nos dejan / Échame A Mí La Culpa / Sabes Una Cosa) \| El Concierto, México En La Piel \| \| \| \| 23. \| «Popurrí mariachi» (Cielito Lindo / Que Bonita Es Mi Tierra / Viva México, Viva América) \| \| \| \| \| 24. \| «Popurrí adolescentes» (Decídete / Muchachos de Hoy / Ahora Te Puedes Marchar / La Chica Del Bikini Azul / Isabel / Cuando Calienta El Sol) \| Decídete, Fiebre De Amor, Soy Como Quiero Ser, Palabra de Honor \| \| \| \| 25. \| «Labios De Miel» \| Luis Miguel \| \| \| | |                                                                 |          |  |
| N.º | Título | Álbum original                                                  | Duración |  |
| 1. | «Introducción» |                                                                 |          |  |
| 2. | «Mujer de Fuego» | Luis Miguel                                                     |          |  |
| 3. | «Suave» | Aries                                                           |          |  |
| 4. | «Si Te Vas» | Nada Es Igual                                                   |          |  |
| 5. | «Me Niego A Estar Solo» | Aries                                                           |          |  |
| 6. | «Discurso/Contigo En La Distancia» | Romance                                                         |          |  |
| 7. | «La Mentira» | Romance                                                         |          |  |
| 8. | «No Sé Tú» | Romance                                                         |          |  |
| 9. | «Popurrí boleros» (Por Debajo De La Mesa / La Gloria Eres Tú / Bésame Mucho)                                                                | Romances                                                        |          |  |
| 10. | «Sol Arena Y Mar» | Amarte Es Un Placer                                             |          |  |
| 11. | «Popurrí pop» (Un Hombre Busca Una Mujer / Cuestión de Piel / Oro de Ley)                                                                   | Busca Una Mujer, 20 Años                                        |          |  |
| 12. | «Esa Niña» | Busca Una Mujer                                                 |          |  |
| 13. | «Popurrí balas antiguas» (No Me Puedes Dejar Así / Palabra de Honor / Entrégate / La Incondicional)                                         | Decídete, Palabra de Honor, 20 Años, Busca Una Mujer            |          |  |
| 14. | «Tu Y Yo» | Aries                                                           |          |  |
| 15. | «Introducción/Come Fly With Me» | Duets II                                                        |          |  |
| 16. | «Ayer» | Aries                                                           |          |  |
| 17. | «Dame Tu Amor» | Aries                                                           |          |  |
| 18. | «Te Necesito» | 33                                                              |          |  |
| 19. | «Son De La Negra» |                                                                 |          |  |
| 20. | «El Rey» | El Concierto                                                    |          |  |
| 21. | «Popurrí mariachi» (Que Seas Feliz / Y / De Que Manera Te Olvido / La Bikina / El Viajero)                                                  | México En La Piel, Vivo                                         |          |  |
| 22. | «Popurrí marichi» (Si nos dejan / Échame A Mí La Culpa / Sabes Una Cosa)                                                                    | El Concierto, México En La Piel                                 |          |  |
| 23. | «Popurrí mariachi» (Cielito Lindo / Que Bonita Es Mi Tierra / Viva México, Viva América)                                                    |                                                                 |          |  |
| 24. | «Popurrí adolescentes» (Decídete / Muchachos de Hoy / Ahora Te Puedes Marchar / La Chica Del Bikini Azul / Isabel / Cuando Calienta El Sol) | Decídete, Fiebre De Amor, Soy Como Quiero Ser, Palabra de Honor |          |  |
| 25. | «Labios De Miel» | Luis Miguel                                                     |          |  |

| \| N.º \| Título \| Álbum original \| Duración \| \| \| 1. \| «Introducción» \| \| \| \| \| 2. \| «Mujer de Fuego» \| Luis Miguel \| \| \| \| 3. \| «Suave» \| Aries \| \| \| \| 4. \| «Si Te Vas» \| Nada Es Igual \| \| \| \| 5. \| «Discurso / Contigo En La Distancia» \| Romance \| \| \| \| 6. \| «La Mentira» \| Romance \| \| \| \| 7. \| «No Sé Tú» \| Romance \| \| \| \| 8. \| «Popurrí boleros» (Por Debajo De La Mesa / La Gloria Eres Tú / Bésame Mucho) \| Romances \| \| \| \| 9. \| «Sol, Arena Y Mar» \| Amarte Es Un Placer \| \| \| \| 10. \| «Popurrí pop» (Un Hombre Busca Una Mujer / Cuestión de Piel / Oro de Ley) \| Busca Una Mujer, 20 Años \| \| \| \| 11. \| «Esa Niña» \| Busca Una Mujer \| \| \| \| 12. \| «Popurrí baladas antiguas» (No Me Puedes Dejar Así / Palabra de Honor / Entrégate / La Incondicional) \| Decídete, Palabra de Honor, 20 Años, Busca Una Muser \| \| \| \| 13. \| «Tu Y Yo» \| Aries \| \| \| \| 14. \| «Introducción /Come Fly With Me» \| Duets II \| \| \| \| 15. \| «Popurrí Tangos (Solo en Argentina)» (Por Una Cabeza / Volver / Uno / El Día Que Me Quieras) \| Mis Romances, Romances, Segundo Romance \| \| \| \| 16. \| «Dame Tu Amor (Solo en Argentina)» \| Aries' \| \| \| \| 17. \| «Te Necesito» \| 33 \| \| \| \| 18. \| «Que Nivel De Mujer» \| Aries \| \| \| \| 19. \| «Popurrí adolescentes» (Decídete / Muchachos de Hoy / Ahora Te Puedes Marchar / La Chica Del Bikini Azul / Isabel / Cuando Calienta El Sol) \| Decídete, Fiebre De Amor, Soy Como Quiero Ser, Palabra de Honor \| \| \| \| 20. \| «Vuelve (Solo en Argentina)» \| 33 \| \| \| \| 21. \| «Labios De Miel» \| Luis Miguel \| \| \| | |                                                                 |          |  |
| N.º | Título | Álbum original                                                  | Duración |  |
| 1. | «Introducción» |                                                                 |          |  |
| 2. | «Mujer de Fuego» | Luis Miguel                                                     |          |  |
| 3. | «Suave» | Aries                                                           |          |  |
| 4. | «Si Te Vas» | Nada Es Igual                                                   |          |  |
| 5. | «Discurso / Contigo En La Distancia» | Romance                                                         |          |  |
| 6. | «La Mentira» | Romance                                                         |          |  |
| 7. | «No Sé Tú» | Romance                                                         |          |  |
| 8. | «Popurrí boleros» (Por Debajo De La Mesa / La Gloria Eres Tú / Bésame Mucho)                                                                | Romances                                                        |          |  |
| 9. | «Sol, Arena Y Mar» | Amarte Es Un Placer                                             |          |  |
| 10. | «Popurrí pop» (Un Hombre Busca Una Mujer / Cuestión de Piel / Oro de Ley)                                                                   | Busca Una Mujer, 20 Años                                        |          |  |
| 11. | «Esa Niña» | Busca Una Mujer                                                 |          |  |
| 12. | «Popurrí baladas antiguas» (No Me Puedes Dejar Así / Palabra de Honor / Entrégate / La Incondicional)                                       | Decídete, Palabra de Honor, 20 Años, Busca Una Muser            |          |  |
| 13. | «Tu Y Yo» | Aries                                                           |          |  |
| 14. | «Introducción /Come Fly With Me» | Duets II                                                        |          |  |
| 15. | «Popurrí Tangos (Solo en Argentina)» (Por Una Cabeza / Volver / Uno / El Día Que Me Quieras)                                                | Mis Romances, Romances, Segundo Romance                         |          |  |
| 16. | «Dame Tu Amor (Solo en Argentina)» | Aries'                                                          |          |  |
| 17. | «Te Necesito» | 33                                                              |          |  |
| 18. | «Que Nivel De Mujer» | Aries                                                           |          |  |
| 19. | «Popurrí adolescentes» (Decídete / Muchachos de Hoy / Ahora Te Puedes Marchar / La Chica Del Bikini Azul / Isabel / Cuando Calienta El Sol) | Decídete, Fiebre De Amor, Soy Como Quiero Ser, Palabra de Honor |          |  |
| 20. | «Vuelve (Solo en Argentina)» | 33                                                              |          |  |
| 21. | «Labios De Miel» | Luis Miguel                                                     |          |  |

| \| N.º \| Título \| Álbum original \| Duración \| \| \| 1. \| «Introducción» \| \| \| \| \| 2. \| «Mujer de Fuego» \| Luis Miguel \| \| \| \| 3. \| «Suave» \| Aries \| \| \| \| 4. \| «Si Te Vas» \| Nada Es Igual \| \| \| \| 5. \| «Discurso / Historia De Un Amor» \| Segundo Romance \| \| \| \| 6. \| «La Mentira» \| Romance \| \| \| \| 7. \| «No Sé Tú» \| Romance \| \| \| \| 8. \| «Popurrí boleros» (Por Debajo De La Mesa / La Gloria Eres Tú / Bésame Mucho) \| Romances \| \| \| \| 9. \| «Sol, Arena Y Mar» \| Amarte Es Un Placer \| \| \| \| 10. \| «Popurrí pop» (Un Hombre Busca Una Mujer / Cuestión de Piel / Oro de Ley) \| Busca Una Mujer, 20 Años \| \| \| \| 11. \| «Popurrí baladas antiguas» (No Me Puedes Dejar Así / Palabra de Honor / Entrégate / La Incondicional) \| Decídete, Palabra de Honor, 20 Años, Busca Una Mujer \| \| \| \| 12. \| «Tu Y Yo» \| Aries \| \| \| \| 13. \| «Introducción /Come Fly With Me» \| Duets II \| \| \| \| 14. \| «Te Necesito» \| 33 \| \| \| \| 15. \| «Son De La Negra» \| \| \| \| \| 16. \| «El Rey» \| El Concierto \| \| \| \| 17. \| «Popurrí mariachi» (Que Seas Feliz / Y / De Que Manera Te Olvido / La Bikina / El Viajero) \| México En La Piel, Vivo \| \| \| \| 18. \| «Popurrí mariachi» (Si nos dejan / Échame A Mí La Culpa / Sabes Una Cosa) \| El Concierto, México En La Piel \| \| \| \| 19. \| «Popurrí mariachi» (Cielito Lindo / Que Bonita Es Mi Tierra / Viva México, Viva América) \| \| \| \| \| 20. \| «Que Nivel De Mujer» \| Aries \| \| \| \| 21. \| «Popurrí adolescentes» (Decídete / Muchachos de Hoy / Ahora Te Puedes Marchar / La Chica Del Bikini Azul / Isabel / Cuando Calienta El Sol) \| Decídete, Fiebre De Amor, Soy Como Quiero Ser, Palabra de Honor \| \| \| \| 22. \| «Labios De Miel» \| Luis Miguel \| \| \| | |                                                                 |          |  |
| N.º | Título | Álbum original                                                  | Duración |  |
| 1. | «Introducción» |                                                                 |          |  |
| 2. | «Mujer de Fuego» | Luis Miguel                                                     |          |  |
| 3. | «Suave» | Aries                                                           |          |  |
| 4. | «Si Te Vas» | Nada Es Igual                                                   |          |  |
| 5. | «Discurso / Historia De Un Amor» | Segundo Romance                                                 |          |  |
| 6. | «La Mentira» | Romance                                                         |          |  |
| 7. | «No Sé Tú» | Romance                                                         |          |  |
| 8. | «Popurrí boleros» (Por Debajo De La Mesa / La Gloria Eres Tú / Bésame Mucho)                                                                | Romances                                                        |          |  |
| 9. | «Sol, Arena Y Mar» | Amarte Es Un Placer                                             |          |  |
| 10. | «Popurrí pop» (Un Hombre Busca Una Mujer / Cuestión de Piel / Oro de Ley)                                                                   | Busca Una Mujer, 20 Años                                        |          |  |
| 11. | «Popurrí baladas antiguas» (No Me Puedes Dejar Así / Palabra de Honor / Entrégate / La Incondicional)                                       | Decídete, Palabra de Honor, 20 Años, Busca Una Mujer            |          |  |
| 12. | «Tu Y Yo» | Aries                                                           |          |  |
| 13. | «Introducción /Come Fly With Me» | Duets II                                                        |          |  |
| 14. | «Te Necesito» | 33                                                              |          |  |
| 15. | «Son De La Negra» |                                                                 |          |  |
| 16. | «El Rey» | El Concierto                                                    |          |  |
| 17. | «Popurrí mariachi» (Que Seas Feliz / Y / De Que Manera Te Olvido / La Bikina / El Viajero)                                                  | México En La Piel, Vivo                                         |          |  |
| 18. | «Popurrí mariachi» (Si nos dejan / Échame A Mí La Culpa / Sabes Una Cosa)                                                                   | El Concierto, México En La Piel                                 |          |  |
| 19. | «Popurrí mariachi» (Cielito Lindo / Que Bonita Es Mi Tierra / Viva México, Viva América)                                                    |                                                                 |          |  |
| 20. | «Que Nivel De Mujer» | Aries                                                           |          |  |
| 21. | «Popurrí adolescentes» (Decídete / Muchachos de Hoy / Ahora Te Puedes Marchar / La Chica Del Bikini Azul / Isabel / Cuando Calienta El Sol) | Decídete, Fiebre De Amor, Soy Como Quiero Ser, Palabra de Honor |          |  |
| 22. | «Labios De Miel» | Luis Miguel                                                     |          |  |

| \| N.º \| Título \| Álbum original \| Duración \| \| \| 1. \| «Introducción» \| \| \| \| \| 2. \| «Mujer de Fuego» \| Luis Miguel \| \| \| \| 3. \| «Suave» \| Aries \| \| \| \| 4. \| «Si Te Vas» \| Nada Es Igual \| \| \| \| 5. \| «Discurso / Historia De Un Amor» \| Segundo Romance \| \| \| \| 6. \| «La Mentira» \| Romance \| \| \| \| 7. \| «Tres Palabras» \| Luis Miguel \| \| \| \| 8. \| «Contigo En La Distancia» \| Romance \| \| \| \| 9. \| «No Sé Tú» \| Romance \| \| \| \| 10. \| «Y Sigo» \| 33 \| \| \| \| 11. \| «Sol, Arena Y Mar» \| Amarte Es Un Placer \| \| \| \| 12. \| «Opciones (O Tú O Ninguna, Hasta Que Me Olvides , Voy A Apagar La Luz / Contigo Aprendi o Por Debajo De La Mesa / La Gloria Eres Tú / Bésame Mucho)» \| Amarte Es Un Placer, Aries, Romances \| \| \| \| 13. \| «¿Quién Será?» \| \| \| \| \| 14. \| «Popurrí baladas» (Amante del Amor / Más Allá de Todo / Fría Como El Viento / Tengo Todo Excepto A ti) \| Busca Una Mujer, 20 Años \| \| \| \| 15. \| «Esa Niña» \| Busca Una Mujer \| \| \| \| 16. \| «Popurrí baladas antiguas» (No Me Puedes Dejar Así / Palabra de Honor / Entrégate / La Incondicional) \| Decídete, Palabra de Honor, 20 Años, Busca Una Mujer \| \| \| \| 17. \| «Popurrí pop» (Un Hombre Busca Una Mujer / Cuestión de Piel / Oro de Ley) \| Busca Una Mujer, 20 Años \| \| \| \| 18. \| «Introducción /Come Fly With Me» \| Duets II \| \| \| \| 19. \| «Te Necesito» \| 33 \| \| \| \| 20. \| «Son De La Negra» \| \| \| \| \| 21. \| «El Rey» \| El Concierto \| \| \| \| 22. \| «Popurrí mariachi» (Que Seas Feliz / Y / De Que Manera Te Olvido / La Bikina / El Viajero) \| México En La Piel, Vivo \| \| \| \| 23. \| «Amanecí En Tus Brazos» \| El Concierto \| \| \| \| 24. \| «México En La Piel» \| México En La Piel \| \| \| \| 25. \| «Motivos» \| México En La Piel \| \| \| \| 26. \| «Popurrí mariachi» (Cielito Lindo / Que Bonita Es Mi Tierra / Viva México, Viva América) \| \| \| \| \| 27. \| «Popurrí adolescentes» (Decídete / Muchachos de Hoy / Ahora Te Puedes Marchar / La Chica Del Bikini Azul / Isabel / Cuando Calienta El Sol) \| Decídete, Fiebre De Amor, Soy Como Quiero Ser, Palabra de Honor \| \| \| \| 28. \| «Labios De Miel» \| Luis Miguel \| \| \| | |                                                                 |          |  |
| N.º | Título | Álbum original                                                  | Duración |  |
| 1. | «Introducción» |                                                                 |          |  |
| 2. | «Mujer de Fuego» | Luis Miguel                                                     |          |  |
| 3. | «Suave» | Aries                                                           |          |  |
| 4. | «Si Te Vas» | Nada Es Igual                                                   |          |  |
| 5. | «Discurso / Historia De Un Amor» | Segundo Romance                                                 |          |  |
| 6. | «La Mentira» | Romance                                                         |          |  |
| 7. | «Tres Palabras» | Luis Miguel                                                     |          |  |
| 8. | «Contigo En La Distancia» | Romance                                                         |          |  |
| 9. | «No Sé Tú» | Romance                                                         |          |  |
| 10. | «Y Sigo» | 33                                                              |          |  |
| 11. | «Sol, Arena Y Mar» | Amarte Es Un Placer                                             |          |  |
| 12. | «Opciones (O Tú O Ninguna, Hasta Que Me Olvides , Voy A Apagar La Luz / Contigo Aprendi o Por Debajo De La Mesa / La Gloria Eres Tú / Bésame Mucho)» | Amarte Es Un Placer, Aries, Romances                            |          |  |
| 13. | «¿Quién Será?» |                                                                 |          |  |
| 14. | «Popurrí baladas» (Amante del Amor / Más Allá de Todo / Fría Como El Viento / Tengo Todo Excepto A ti)                                               | Busca Una Mujer, 20 Años                                        |          |  |
| 15. | «Esa Niña» | Busca Una Mujer                                                 |          |  |
| 16. | «Popurrí baladas antiguas» (No Me Puedes Dejar Así / Palabra de Honor / Entrégate / La Incondicional)                                                | Decídete, Palabra de Honor, 20 Años, Busca Una Mujer            |          |  |
| 17. | «Popurrí pop» (Un Hombre Busca Una Mujer / Cuestión de Piel / Oro de Ley)                                                                            | Busca Una Mujer, 20 Años                                        |          |  |
| 18. | «Introducción /Come Fly With Me» | Duets II                                                        |          |  |
| 19. | «Te Necesito» | 33                                                              |          |  |
| 20. | «Son De La Negra» |                                                                 |          |  |
| 21. | «El Rey» | El Concierto                                                    |          |  |
| 22. | «Popurrí mariachi» (Que Seas Feliz / Y / De Que Manera Te Olvido / La Bikina / El Viajero)                                                           | México En La Piel, Vivo                                         |          |  |
| 23. | «Amanecí En Tus Brazos» | El Concierto                                                    |          |  |
| 24. | «México En La Piel» | México En La Piel                                               |          |  |
| 25. | «Motivos» | México En La Piel                                               |          |  |
| 26. | «Popurrí mariachi» (Cielito Lindo / Que Bonita Es Mi Tierra / Viva México, Viva América)                                                             |                                                                 |          |  |
| 27. | «Popurrí adolescentes» (Decídete / Muchachos de Hoy / Ahora Te Puedes Marchar / La Chica Del Bikini Azul / Isabel / Cuando Calienta El Sol)          | Decídete, Fiebre De Amor, Soy Como Quiero Ser, Palabra de Honor |          |  |
| 28. | «Labios De Miel» | Luis Miguel                                                     |          |  |

## Fechas de la gira
| Número | Fecha                    | Ciudad                  | País                 | Recinto                                                      |              |
| (2010) | (2010)                   | (2010)                  | (2010)               | (2010)                                                       | (2010)       |
| Norteamérica | Norteamérica             | Norteamérica            | Norteamérica         | Norteamérica                                                 | Norteamérica |
| --- | ------------------------ | ----------------------- | -------------------- | ------------------------------------------------------------ | ------------ |
| 1 | 15 de septiembre de 2010 | Las Vegas               | Estados Unidos       | The Colosseum at Caesars Palace                              |              |
| 2 | 16 de septiembre de 2010 | Las Vegas               | Estados Unidos       | The Colosseum at Caesars Palace                              |              |
| 3 | 17 de septiembre de 2010 | Las Vegas               | Estados Unidos       | The Colosseum at Caesars Palace                              |              |
| 4 | 18 de septiembre de 2010 | Las Vegas               | Estados Unidos       | The Colosseum at Caesars Palace                              |              |
| (2010) |                          |                         |                      |                                                              |              |
| Sudamérica |                          |                         |                      |                                                              |              |
| 5 | 4 de noviembre de 2010   | Lima                    | Perú                 | Jockey Club                                                  |              |
| 6 | 6 de noviembre de 2010   | Asunción                | Paraguay             | Estadio Defensores del Chaco                                 |              |
| 7 | 7 de noviembre de 2010   | Corrientes              | Argentina            | Estadio Club Huracán                                         |              |
| 8 | 9 de noviembre de 2010   | Córdoba                 | Argentina            | Orfeo Superdomo                                              |              |
| 9 | 10 de noviembre de 2010  | Córdoba                 | Argentina            | Orfeo Superdomo                                              |              |
| 10 | 11 de noviembre de 2010  | Rosario                 | Argentina            | Estadio Newell's Old Boys                                    |              |
| 11 | 13 de noviembre de 2010  | San Luis                | Argentina            | Estadio Juan Gilberto Funes                                  |              |
| 12 | 17 de noviembre de 2010  | Santiago                | Chile                | Movistar Arena                                               |              |
| 13 | 18 de noviembre de 2010  | Santiago                | Chile                | Movistar Arena                                               |              |
| 14 | 19 de noviembre de 2010  | Santiago                | Chile                | Movistar Arena                                               |              |
| 15 | 20 de noviembre de 2010  | Santiago                | Chile                | Movistar Arena                                               |              |
| 16 | 23 de noviembre de 2010  | Buenos Aires            | Argentina            | Pabellón Costa Salguero                                      |              |
| 17 | 25 de noviembre de 2010  | Buenos Aires            | Argentina            | Estadio Vélez Sarsfield                                      |              |
| 18 | 26 de noviembre de 2010  | Buenos Aires            | Argentina            | Estadio Vélez Sarsfield                                      |              |
| 19 | 27 de noviembre de 2010  | Buenos Aires            | Argentina            | Estadio Vélez Sarsfield                                      |              |
| 20 | 28 de noviembre de 2010  | Buenos Aires            | Argentina            | Estadio Vélez Sarsfield                                      |              |
| 21 | 1 de diciembre de 2010   | Trelew                  | Argentina            | Estadio Cayetano Castro                                      |              |
| 22 | 3 de diciembre de 2010   | Neuquén                 | Argentina            | Portal Patagonia                                             |              |
| 23 | 4 de diciembre de 2010   | Bahía Blanca            | Argentina            | Estadio Alejandro Pérez                                      |              |
| 24 | 5 de diciembre de 2010   | Mar del Plata           | Argentina            | Polideportivo Islas Malvinas                                 |              |
| 25 | 8 de diciembre de 2010   | Santa Cruz de la Sierra | Bolivia              | Estadio Ramón Tahuichi Aguilera                              |              |
| (2011) |                          |                         |                      |                                                              |              |
| Norteamérica II |                          |                         |                      |                                                              |              |
| 26 | 27 de enero de 2011      | San Diego               | Estados Unidos       | Viejas Arena                                                 |              |
| 27 | 28 de enero de 2011      | Palm Springs            | Estados Unidos       | Fantasy Springs Resort Casino                                |              |
| 28 | 29 de enero de 2011      | Los Ángeles             | Estados Unidos       | Gibson Amphitheatre                                          |              |
| 29 | 30 de enero de 2011      | San José                | Estados Unidos       | HP Pavilion                                                  |              |
| 30 | 3 de febrero de 2011     | Los Ángeles             | Estados Unidos       | Gibson Amphitheatre                                          |              |
| 31 | 4 de febrero de 2011     | Los Ángeles             | Estados Unidos       | Gibson Amphitheatre                                          |              |
| 32 | 11 de febrero de 2011    | Ciudad de México        | México               | Auditorio Nacional                                           |              |
| 33 | 12 de febrero de 2011    | Ciudad de México        | México               | Auditorio Nacional                                           |              |
| 34 | 13 de febrero de 2011    | Ciudad de México        | México               | Auditorio Nacional                                           |              |
| 35 | 14 de febrero de 2011    | Ciudad de México        | México               | Auditorio Nacional                                           |              |
| 36 | 17 de febrero de 2011    | Ciudad de México        | México               | Auditorio Nacional                                           |              |
| 37 | 18 de febrero de 2011    | Ciudad de México        | México               | Auditorio Nacional                                           |              |
| 38 | 19 de febrero de 2011    | Ciudad de México        | México               | Auditorio Nacional                                           |              |
| 39 | 20 de febrero de 2011    | Ciudad de México        | México               | Auditorio Nacional                                           |              |
| 40 | 24 de febrero de 2011    | Ciudad de México        | México               | Auditorio Nacional                                           |              |
| 41 | 25 de febrero de 2011    | Ciudad de México        | México               | Auditorio Nacional                                           |              |
| 42 | 26 de febrero de 2011    | Ciudad de México        | México               | Auditorio Nacional                                           |              |
| 43 | 27 de febrero de 2011    | Ciudad de México        | México               | Auditorio Nacional                                           |              |
| 44 | 3 de marzo de 2011       | Ciudad de México        | México               | Auditorio Nacional                                           |              |
| 45 | 4 de marzo de 2011       | Ciudad de México        | México               | Auditorio Nacional                                           |              |
| 46 | 5 de marzo de 2011       | Ciudad de México        | México               | Auditorio Nacional                                           |              |
| 47 | 6 de marzo de 2011       | Ciudad de México        | México               | Auditorio Nacional                                           |              |
| 48 | 10 de marzo de 2011      | Ciudad de México        | México               | Auditorio Nacional                                           |              |
| 49 | 11 de marzo de 2011      | Ciudad de México        | México               | Auditorio Nacional                                           |              |
| 50 | 12 de marzo de 2011      | Ciudad de México        | México               | Auditorio Nacional                                           |              |
| 51 | 13 de marzo de 2011      | Ciudad de México        | México               | Auditorio Nacional                                           |              |
| 52 | 17 de marzo de 2011      | Guadalajara             | México               | Auditorio Telmex                                             |              |
| 53 | 18 de marzo de 2011      | Guadalajara             | México               | Auditorio Telmex                                             |              |
| 54 | 19 de marzo de 2011      | Guadalajara             | México               | Auditorio Telmex                                             |              |
| 55 | 20 de marzo de 2011      | Guadalajara             | México               | Auditorio Telmex                                             |              |
| 56 | 24 de marzo de 2011      | Monterrey               | México               | Auditorio Banamex                                            |              |
| 57 | 25 de marzo de 2011      | Monterrey               | México               | Auditorio Banamex                                            |              |
| 58 | 26 de marzo de 2011      | Monterrey               | México               | Auditorio Banamex                                            |              |
| 59 | 27 de marzo de 2011      | Monterrey               | México               | Auditorio Banamex                                            |              |
| 60 | 29 de marzo de 2011      | Puebla                  | México               | Universidad Iberoamericana                                   |              |
| 61 | 31 de marzo de 2011      | León                    | México               | Poliforum León                                               |              |
| 62 | 2 de abril de 2011       | San Luis Potosí         | México               | Estadio De Béisbol Veinte de noviembre                       |              |
| 63 | 4 de abril de 2011       | Torreón                 | México               | Estadio Corona (TSM)                                         |              |
| 64 | 6 de abril de 2011       | Querétaro               | México               | Estadio La Corregidora                                       |              |
| 65 | 8 de abril de 2011       | Veracruz                | México               | World Trade Center Veracruz                                  |              |
| 66 | 9 de abril de 2011       | Tuxtla Gutiérrez        | México               | Estadio Víctor Manuel Reyna                                  |              |
| América Central |                          |                         |                      |                                                              |              |
| 67 | 12 de abril de 2011      | Ciudad de Guatemala     | Guatemala            | Estadio del ejército                                         |              |
| 68 | 14 de abril de 2011      | Tegucigalpa             | Honduras             | Estadio Chochi Sosa                                          |              |
| 69 | 16 de abril de 2011      | San Salvador            | El Salvador          | Estadio Jorge "Mágico" González                              |              |
| Norteamérica III |                          |                         |                      |                                                              |              |
| 70 | 21 de abril de 2011      | Acapulco                | México               | Forum Mundo Imperial                                         |              |
| 71 | 22 de abril de 2011      | Acapulco                | México               | Forum Mundo Imperial                                         |              |
| 72 | 23 de abril de 2011      | Acapulco                | México               | Forum Mundo Imperial                                         |              |
| 73 | 26 de abril de 2011      | Oaxaca                  | México               | Estadio Benito Juárez                                        |              |
| 74 | 28 de abril de 2011      | Cancún                  | México               | Estadio Andrés Quintana Roo                                  |              |
| 75 | 30 de abril de 2011      | Mérida                  | México               | Estadio Carlos Iturralde                                     |              |
| 76 | 11 de mayo de 2011       | Santo Domingo           | República Dominicana | Estadio Quisqueya                                            |              |
| 77 | 14 de mayo de 2011       | San Juan                | Puerto Rico          | José Miguel Agrelot Coliseum                                 |              |
| 78 | 19 de mayo de 2011       | Miami                   | Estados Unidos       | American Airlines Arena                                      |              |
| 79 | 21 de mayo de 2011       | Miami                   | Estados Unidos       | American Airlines Arena                                      |              |
| 80 | 22 de mayo de 2011       | Orlando                 | Estados Unidos       | New UCF Arena                                                |              |
| 81 | 25 de mayo de 2011       | Toronto                 | Canadá               | Powerade Centre                                              |              |
| 82 | 27 de mayo de 2011       | Chicago                 | Estados Unidos       | Allstate Arena                                               |              |
| 83 | 29 de mayo de 2011       | Newark                  | Estados Unidos       | Prudential Center                                            |              |
| 84 | 1 de junio de 2011       | Grand Prairie           | Estados Unidos       | Verizon Theater                                              |              |
| 85 | 3 de junio de 2011       | Tucson                  | Estados Unidos       | Anselmo Valencia Tori Amphitheater                           |              |
| 86 | 4 de junio de 2011       | El Paso                 | Estados Unidos       | El Paso County Coliseum                                      |              |
| 87 | 5 de junio de 2011       | Albuquerque             | Estados Unidos       | Sandia Casino Amphitheater                                   |              |
| 88 | 8 de junio de 2011       | Laredo                  | Estados Unidos       | Laredo Energy Arena                                          |              |
| 89 | 9 de junio de 2011       | Hidalgo                 | Estados Unidos       | State Farm Arena                                             |              |
| 90 | 10 de junio de 2011      | San Antonio             | Estados Unidos       | AT&T Center                                                  |              |
| 91 | 11 de junio de 2011      | Houston                 | Estados Unidos       | Toyota Center                                                |              |
| 92 | 17 de junio de 2011      | Los Ángeles             | Estados Unidos       | Gibson Amphitheatre                                          |              |
| 93 | 18 de junio de 2011      | Fresno                  | Estados Unidos       | Save Mart Center                                             |              |
| 94 | 19 de junio de 2011      | Phoenix                 | Estados Unidos       | Comerica Theatre                                             |              |
| 95 | 10 de septiembre de 2011 | Chula Vista             | Estados Unidos       | Cricket Wireless Amphitheatre                                |              |
| 96 | 11 de septiembre de 2011 | San Bernardino          | Estados Unidos       | San Manuel Amphitheater                                      |              |
| 97 | 15 de septiembre de 2011 | Las Vegas               | Estados Unidos       | The Colosseum at Caesars Palace                              |              |
| 98 | 16 de septiembre de 2011 | Las Vegas               | Estados Unidos       | The Colosseum at Caesars Palace                              |              |
| 99 | 17 de septiembre de 2011 | Las Vegas               | Estados Unidos       | The Colosseum at Caesars Palace                              |              |
| 100 | 18 de septiembre de 2011 | Las Vegas               | Estados Unidos       | The Colosseum at Caesars Palace                              |              |
| (2012) |                          |                         |                      |                                                              |              |
| Sudamérica II |                          |                         |                      |                                                              |              |
| 101 | 20 de febrero de 2012    | Punta del Este          | Uruguay              | Hotel Conrad                                                 |              |
| 102 | 22 de febrero de 2012    | Viña del Mar            | Chile                | Anfiteatro de la Quinta Vergara (Festival Viña del Mar 2012) |              |
| Norteamérica III |                          |                         |                      |                                                              |              |
| 103 | 25 de febrero de 2012    | Ciudad de México        | México               | Arena Ciudad de México                                       |              |
| 104 | 26 de febrero de 2012    | Ciudad de México        | México               | Arena Ciudad de México                                       |              |
| 105 | 28 de febrero de 2012    | Tampico                 | México               | Expo Tampico                                                 |              |
| 106 | 1 de marzo de 2012       | Monterrey               | México               | Arena Monterrey                                              |              |
| 107 | 2 de marzo de 2012       | Monterrey               | México               | Arena Monterrey                                              |              |
| América Central II |                          |                         |                      |                                                              |              |
| 108 | 4 de marzo de 2012       | San José                | Costa Rica           | Estadio Ricardo Saprissa                                     |              |
| 109 | 6 de marzo de 2012       | Ciudad de Panamá        | Panamá               | Figali Convention Center                                     |              |
| Sudamérica III |                          |                         |                      |                                                              |              |
| 110 | 8 de marzo de 2012       | Sao Paulo               | Brasil               | Credicard Hall                                               |              |
| 111 | 9 de marzo de 2012       | Sao Paulo               | Brasil               | Credicard Hall                                               |              |
| 112 | 11 de marzo de 2012      | Río de Janeiro          | Brasil               | Citibank Hall                                                |              |
| 113 | 13 de marzo de 2012      | Quito                   | Ecuador              | Coliseo General Rumiñahui                                    |              |
| 114 | 15 de marzo de 2012      | Guayaquil               | Ecuador              | Estadio Alberto Spencer                                      |              |
| 115 | 17 de marzo de 2012      | Valencia                | Venezuela            | Parque Musical Evenpro                                       |              |
| 116 | 18 de marzo de 2012      | Caracas                 | Venezuela            | Estadio de la USB                                            |              |
| Europa |                          |                         |                      |                                                              |              |
| 117 | 27 de abril de 2012      | Santiago de Compostela  | España               | Pabellón Multiusos Fontes do Sar                             |              |
| 118 | 28 de abril de 2012      | Cáceres                 | España               | Pabellón Multiusos Ciudad de Cáceres                         |              |
| 119 | 30 de abril de 2012      | Palma de Mallorca       | España               | Plaza de Toros de Mallorca                                   |              |
| 120 | 4 de mayo de 2012        | Alicante                | España               | Auditorio de IFA                                             |              |
| 121 | 5 de mayo de 2012        | Málaga                  | España               | José María Martín Carpena Arena                              |              |
| 122 | 6 de mayo de 2012        | Sevilla                 | España               | Palacio Municipal de Deportes San Pablo                      |              |
| El concierto programado para el 8 de mayo en el Estadio Municipal Maspalomas de Gran Canaria fue cancelado y no reprogramado. |                          |                         |                      |                                                              |              |
| 123 | 10 de mayo de 2012       | Barcelona               | España               | Palau Sant Jordi                                             |              |
| 124 | 11 de mayo de 2012       | Madrid                  | España               | Palacio de Los Deportes                                      |              |
| 125 | 12 de mayo de 2012       | Madrid                  | España               | Palacio de Los Deportes                                      |              |
| (2012) |                          |                         |                      |                                                              |              |
| Norteamérica IV |                          |                         |                      |                                                              |              |
| 126 | 30 de agosto de 2012     | Fresno                  | Estados Unidos       | Save Mart Center                                             |              |
| 127 | 2 de septiembre de 2012  | San Antonio             | Estados Unidos       | Alamodome (Festival People en Español)                       |              |
| 128 | 4 de septiembre de 2012  | Ciudad Juárez           | México               | Estadio Olímpico Benito Juárez                               |              |
| 129 | 6 de septiembre de 2012  | Highland                | Estados Unidos       | San Manuel Indian Bingo & Casino                             |              |
| 130 | 7 de septiembre de 2012  | Irvine                  | Estados Unidos       | Verizon Wireless Amphitheatre                                |              |
| 131 | 8 de septiembre de 2012  | Tijuana                 | México               | Estadio Caliente                                             |              |
| 132 | 9 de septiembre de 2012  | Mexicali                | México               | Estadio Casas GEO                                            |              |
| 133 | 13 de septiembre de 2012 | Las Vegas               | Estados Unidos       | The Colosseum at Caesars Palace                              |              |
| 134 | 14 de septiembre de 2012 | Las Vegas               | Estados Unidos       | The Colosseum at Caesars Palace                              |              |
| 135 | 15 de septiembre de 2012 | Las Vegas               | Estados Unidos       | The Colosseum at Caesars Palace                              |              |
| Sudamérica IV |                          |                         |                      |                                                              |              |
| El concierto programado para el 10 de octubre en el velódromo municipal de Montevideo fue cancelado y no reprogramado.        |                          |                         |                      |                                                              |              |
| 136 | 13 de octubre de 2012    | Corrientes              | Argentina            | Estadio Club Huracán.                                        |              |
| 137 | 15 de octubre de 2012    | Buenos Aires            | Argentina            | La Rural                                                     |              |
| 138 | 16 de octubre de 2012    | Buenos Aires            | Argentina            | Estadio G.E.B.A.                                             |              |
| 139 | 17 de octubre de 2012    | Buenos Aires            | Argentina            | Estadio G.E.B.A.                                             |              |
| 140 | 19 de octubre de 2012    | Buenos Aires            | Argentina            | Estadio G.E.B.A.                                             |              |
| 141 | 20 de octubre de 2012    | Buenos Aires            | Argentina            | Estadio G.E.B.A.                                             |              |
| 142 | 21 de octubre de 2012    | Buenos Aires            | Argentina            | Estadio G.E.B.A.                                             |              |
| 143 | 22 de octubre de 2012    | Buenos Aires            | Argentina            | La Rural                                                     |              |
| 144 | 24 de octubre de 2012    | Rosario                 | Argentina            | Hipódromo del Parque Independencia                           |              |
| 145 | 26 de octubre de 2012    | Viña del Mar            | Chile                | Avenida Peru                                                 |              |
| 146 | 27 de octubre de 2012    | Córdoba                 | Argentina            | Orfeo Superdomo                                              |              |
| 147 | 30 de octubre de 2012    | Antofagasta             | Chile                | Ruinas de Huanchaca                                          |              |
| 148 | 1 de noviembre de 2012   | Santiago                | Chile                | Movistar Arena                                               |              |
| 149 | 2 de noviembre de 2012   | Santiago                | Chile                | Movistar Arena                                               |              |
| 150 | 3 de noviembre de 2012   | Santiago                | Chile                | Movistar Arena                                               |              |
| 151 | 4 de noviembre de 2012   | Mostazal                | Chile                | Casino Monticello                                            |              |
| 152 | 6 de noviembre de 2012   | Concepción              | Chile                | Estadio Municipal de Concepción                              |              |
| Norteamérica V |                          |                         |                      |                                                              |              |
| 153 | 31 de enero de 2013      | Ciudad de México        | México               | Auditorio Nacional                                           |              |
| 154 | 1 de febrero de 2013     | Ciudad de México        | México               | Auditorio Nacional                                           |              |
| 155 | 2 de febrero de 2013     | Ciudad de México        | México               | Auditorio Nacional                                           |              |
| 156 | 3 de febrero de 2013     | Ciudad de México        | México               | Auditorio Nacional                                           |              |
| 157 | 7 de febrero de 2013     | Pachuca                 | México               | Estadio Hidalgo                                              |              |
| 158 | 8 de febrero de 2013     | Ciudad de México        | México               | Auditorio Nacional                                           |              |
| 159 | 9 de febrero de 2013     | Ciudad de México        | México               | Auditorio Nacional                                           |              |
| 160 | 10 de febrero de 2013    | Ciudad de México        | México               | Auditorio Nacional                                           |              |
| 161 | 14 de febrero de 2013    | Ciudad de México        | México               | Auditorio Nacional                                           |              |
| 162 | 15 de febrero de 2013    | Ciudad de México        | México               | Auditorio Nacional                                           |              |
| 163 | 16 de febrero de 2013    | Ciudad de México        | México               | Auditorio Nacional                                           |              |
| 164 | 17 de febrero de 2013    | Ciudad de México        | México               | Auditorio Nacional                                           |              |
| 165 | 19 de febrero de 2013    | Aguascalientes          | México               | Estadio Romo Chávez                                          |              |
| 166 | 21 de febrero de 2013    | Guadalajara             | México               | Auditorio Telmex                                             |              |
| 167 | 22 de febrero de 2013    | Guadalajara             | México               | Auditorio Telmex                                             |              |
| 168 | 23 de febrero de 2013    | Guadalajara             | México               | Auditorio Telmex                                             |              |
| 169 | 26 de febrero de 2013    | León                    | México               | Poliforum León                                               |              |
| 170 | 28 de febrero de 2013    | Tampico                 | México               | Expo Tampico                                                 |              |
| El concierto programado para marzo 1 en el Auditorio Banamex de Monterrey fue cancelado y reprogramado para marzo 3.          |                          |                         |                      |                                                              |              |
| 171 | 2 de marzo de 2013       | Monterrey               | México               | Auditorio Banamex                                            |              |
| 172 | 3 de marzo de 2013       | Monterrey               | México               | Auditorio Banamex                                            |              |
| 173 | 4 de marzo de 2013       | Tepic                   | México               | Feria del Pueblo                                             |              |
| 174 | 5 de marzo de 2013       | Guadalajara             | México               | Auditorio Telmex                                             |              |
| 175 | 6 de marzo de 2013       | Guadalajara             | México               | Auditorio Telmex                                             |              |
| 176 | 8 de marzo de 2013       | Ciudad de México        | México               | Auditorio Nacional                                           |              |
| 177 | 9 de marzo de 2013       | Ciudad de México        | México               | Auditorio Nacional                                           |              |
| 178 | 10 de marzo de 2013      | Ciudad de México        | México               | Auditorio Nacional                                           |              |
| 179 | 11 de marzo de 2013      | Monterrey               | México               | Auditorio Banamex                                            |              |
| 180 | 13 de marzo de 2013      | Chihuahua               | México               | Estadio Olímpico de la UACH                                  |              |
| 181 | 15 de marzo de 2013      | Hermosillo              | México               | Estadio Héroe de Nacozari                                    |              |
| 182 | 17 de marzo de 2013      | Culiacán                | México               | Estadio Banorte                                              |              |
| 183 | 20 de marzo de 2013      | Ciudad de México        | México               | Auditorio Nacional                                           |              |
| 184 | 21 de marzo de 2013      | Ciudad de México        | México               | Auditorio Nacional                                           |              |
| 185 | 22 de marzo de 2013      | Acapulco                | México               | Forum de Mundo Imperial                                      |              |
| 186 | 23 de marzo de 2013      | Puebla                  | México               | Auditorio siglo XXI                                          |              |
| (2013) |                          |                         |                      |                                                              |              |
| Norteamérica VI |                          |                         |                      |                                                              |              |
| 187 | 31 de agosto de 2013     | Willemstad              | Curazao              | World Trade Center Curazao (North Sea Jazz Festival)         |              |
| 188 | 10 de septiembre de 2013 | Municipio de Delicias   | México               | Delicias                                                     |              |
| 189 | 11 de septiembre de 2013 | El Paso                 | Estados Unidos       | Don Haskins Center                                           |              |
| 190 | 13 de septiembre de 2013 | Las Vegas               | Estados Unidos       | The Colosseum at Caesars Palace                              |              |
| 191 | 14 de septiembre de 2013 | Las Vegas               | Estados Unidos       | The Colosseum at Caesars Palace                              |              |
| 192 | 15 de septiembre de 2013 | Las Vegas               | Estados Unidos       | The Colosseum at Caesars Palace                              |              |
| 193 | 17 de septiembre de 2013 | Temecula                | Estados Unidos       | Pechanga Resort and Casino                                   |              |
| 194 | 19 de septiembre de 2013 | Tucson                  | Estados Unidos       | Anselmo Valencia Tori Amphitheate                            |              |
| 195 | 20 de septiembre de 2013 | Palm Springs            | Estados Unidos       | Fantasy Springs Resort Casino                                |              |
| 196 | 21 de septiembre de 2013 | Reno                    | Estados Unidos       | Reno Events Center                                           |              |
| 197 | 22 de septiembre de 2013 | Bakersfield             | Estados Unidos       | Kern County Fairgrounds                                      |              |
| 198 | 24 de septiembre de 2013 | Grand Prairie           | Estados Unidos       | Verizon Theater                                              |              |
| 199 | 25 de septiembre de 2013 | Austin                  | Estados Unidos       | Frank Erwin Center                                           |              |
| 200 | 2 de noviembre de 2013   | La Romana               | República Dominicana | Altos de Chavón                                              |              |
| Sudamérica V |                          |                         |                      |                                                              |              |
| 201 | 7 de noviembre de 2013   | Lima                    | Perú                 | Jockey Club                                                  |              |
| 202 | 9 de noviembre de 2013   | Caracas                 | Venezuela            | Estadio de la USB                                            |              |
| 203 | 10 de noviembre de 2013  | Valencia                | Venezuela            | Forum de Valencia                                            |              |
| 204 | 12 de noviembre de 2013  | Tunja                   | Colombia             | Estadio La Independencia                                     |              |
| 205 | 14 de noviembre de 2013  | Medellín                | Colombia             | Plaza de Toros La Macarena                                   |              |
| 206 | 15 de noviembre de 2013  | Bogotá                  | Colombia             | C.C Bima                                                     |              |
| 207 | 16 de noviembre de 2013  | Barranquilla            | Colombia             | Estadio Tomás Arrieta                                        |              |
| Norteamérica VII |                          |                         |                      |                                                              |              |
| 208 | 30 de noviembre de 2013  | Tijuana                 | México               | Estadio Caliente                                             |              |
| 209 | 1 de diciembre de 2013   | Mexicali                | México               | Plaza de Toros Calafia                                       |              |
| 210 | 4 de diciembre de 2013   | Metepec                 | México               | Explanada del Recinto Ferial                                 |              |
| 211 | 5 de diciembre de 2013   | Ciudad de México        | México               | Auditorio Nacional                                           |              |
| 212 | 6 de diciembre de 2013   | Ciudad de México        | México               | Auditorio Nacional                                           |              |
| 213 | 7 de diciembre de 2013   | Monterrey               | México               | Auditorio Banamex                                            |              |
| 214 | 8 de diciembre de 2013   | Monterrey               | México               | Auditorio Banamex                                            |              |
| 215 | 10 de diciembre de 2013  | San Luis Potosí         | México               | El Domo                                                      |              |
| 216 | 13 de diciembre de 2013  | Guadalajara             | México               | Auditorio Telmex                                             |              |
| 217 | 14 de diciembre de 2013  | Guadalajara             | México               | Auditorio Telmex                                             |              |
| 218 | 15 de diciembre de 2013  | Puebla                  | México               | Auditorio siglo XXI                                          |              |
| 219 | 17 de diciembre de 2013  | Querétaro               | México               | Auditorio Josefa Ortiz de Domínguez                          |              |
| 220 | 18 de diciembre de 2013  | Veracruz                | México               | World Trade Center Veracruz                                  |              |
| 221 | 19 de diciembre de 2013  | Villahermosa            | México               | Teatro Parque Tabasco                                        |              |
| 222 | 20 de diciembre de 2013  | Mérida                  | México               | Estadio Carlos Iturralde                                     |              |
| 223 | 21 de diciembre de 2013  | Cancún                  | México               | Mandala Beach Club                                           |              |
| Total | 1095 Días                | 99 Ciudades             | 22 Países            | 103 Recintos                                                 |              |

- El tercer concierto de Buenos Aires (2010) fue grabado para su transmisión en Argentina a través de Telefe.
- El concierto de Viña del Mar (2012) fue transmitido para Chile a través de Chilevisión[162]
- El tercer concierto de Buenos Aires (2012) fue grabado para su transmisión en Argentina a través de Canal 13 y Qmusica.

## Premios y récords
- En octubre de 2010 es reconocido por los "Premios latinos 2010" como "Artista del siglo" en Nueva york.[163][164]
- En marzo de 2011 Luis Miguel recibe una placa de reconocimiento por sus 200 conciertos en el Auditorio Nacional de la Ciudad de México (1991-2011).[28][29][165]
- En octubre de 2011 es proclamado como el mejor artista latino de los últimos 25 años según la Revista Billboard.[166][167][168][169][170]
- El 22 de febrero de 2012 en el "Festival internacional de la canción de Viña del Mar" es premiado con 3 Gaviotas (oro, plata, platino) y las llaves de la ciudad.[171][172][173]
- El 2 de septiembre de 2012 en el "Festival People en Español" es premiado con el "Lifetime Achievement Award" y "Alcalde por un día" de la ciudad de San Antonio, Texas.[174]
- Recibe el 22 de octubre de 2012 en Argentina de manos de la presidenta Cristina Kirchner una placa como reconocimiento a sus 100 presentaciones en ese país (1982-2012).[175][176]
- En octubre de 2012 es nombrado “huésped ilustre” por la municipalidad de Antofagasta.[177][178][179]
- El 13 de septiembre de 2013 en Las Vegas es premiado con "Galardón Diamante", un certificado de la Oficina del Gobernador de Nevada por sus contribuciones al estado, un certificado del senado de Estados Unidos reconociéndolo como uno de los artistas hispanos más importantes en el mundo, y "Día de Luis Miguel".[180][181][182][183][184][185]
- En abril de 2014 gana el premio "Billboard a la música latina" en la categoría "Gira del año".[186][187][188]

## Banda
- Vocals: Luis Miguel
- Guitarra Eléctrica y Acústica: Todd Robinson
- Bajo: Lalo Carrillo
- Piano: Francisco Loyo
- Teclados: Salo Loyo
- Batería: Víctor Loyo
- Percusión: Tommy Aros
- Saxofón: Jeff Nathanson
- Saxofón: Terry Landry
- Saxofón: Albert Wing
- Trompeta: Serafín Aguilar
- Trompeta: Ramón Flores
- Trompeta: Peter Olstad
- Trombón: Alejandro Carballo
- Coros: Vie Le (2010-2011), Kacee Clanton (2010-2012).
- Coros: Lucila Polak (2012), Kasia Sowinska (2012-2013).